# Maria Elsner
Maria Elsner (geboren 10. Juni 1905 in Leipzig; gestorben am oder vor dem 7. November 1983 in Windermere) war eine deutsch-ungarische Schauspielerin, Musicaldarstellerin und Opernsängerin (Mezzosopran).

## Leben
Maria Elsner stammte aus einer jüdischen Familie, sie hatte einen Bruder. Sie debütierte 1928 als Sängerin und Schauspielerin am Stadttheater Freiburg. 1931 wechselte sie an die Semperoper nach Dresden und hatte ihre Glanzrolle als Soubrette mit der Adele in Die Fledermaus, die sie auch 1931 an der Deutschen Oper in Berlin und 1934 an der Wiener Staatsoper sowie in Max Reinhardts Inszenierung in Paris gab. In Berlin sang sie im Musical The Student Prince im Großen Schauspielhaus und in La Périchole. 1932 sang sie in der Wiener Premiere der Operette Wenn die kleinen Veilchen blühen von Robert Stolz mit dem gleichnamigen Hauptschlager. 1932–33 gastierte sie mehrfach am Theater an der Wien, u. a. als Prinzessin Elisabeth in Schön ist die Welt von Lehár und in Jean Gilberts Die Dame mit dem Regenbogen.
Sie erhielt Spielfilmrollen und trat 1930 und 1931 in vier Filmen auf, so 1930 an der Seite von Richard Tauber und Lucie Englisch in Das lockende Ziel.
Nach der Machtübergabe an die Nationalsozialisten weigerte sie sich, die Resolution der nationalsozialistischen Beschäftigten der Dresdner Oper gegen den Intendanten Fritz Busch zu unterschreiben, und wurde zum 31. Juli 1933 entlassen. Sie ging nach Prag und trat dort im Deutschen Theater auf.
Elsner durfte nun als deutsche Jüdin in Deutschland nicht mehr auftreten, was auch ihren Bruder veranlasste, nach einer Lösung zu suchen. Am 27. Dezember 1933 heirateten Elsner und der deutsch-ungarische Schriftsteller Ödön von Horváth, nachdem sie schon einige Monate in einer Wiener Wohnung, wahrscheinlich der Wohnung Csokors, zusammen gelebt hatten, Trauzeugen waren der Schriftsteller Alexander Lernet-Holenia und der Historiker Karl Tschuppik. Sie habe zu der Ehe gedrängt. Eine Woche vorher hatte Horváth seine langjährige Freundin Hertha Pauli bei einem Treffen im Wiener Café Museum mit dieser Neuigkeit überrascht, auf die diese mit einem Suizidversuch reagierte. Aber schon in der Neujahrsnacht erklärte Maria von Horváth, geb. Elsner, laut dem späteren Scheidungsprotokoll, „dass sie einen anderen liebe und ihn nur geheiratet habe, um durch die Ehe die ungarische Staatsbürgerschaft und den Namen des Gatten zu erlangen“, woraufhin „er die Gattin anfaßte, schüttelte und vielleicht auch schlug“. Der sichtlich erschütterte Horváth erklärte sich am 21. Februar mit der Scheidung einverstanden, die am 2. September ausgesprochen und am 16. Oktober 1934 bestätigt wurde.  Ödön von Horváth lernte im September auf einer Berliner Party von László Moholy-Nagy die Schauspielerin Wera Liessem kennen und orientierte sich neu.
Elsner ging daraufhin vorübergehend nach Prag, ehe sie im Mai 1935 nach Wien zurückkehrte. Dort ist sie bis Anfang Juni 1945 nachweisbar. Unmittelbar nach dem Krieg ging Maria Elsner über Berlin nach London, wo sie sich niederließ und bei der BBC ihr eigenes Radioprogramm (Gesang) erhielt.
Außerdem trat sie in London in verschiedenen Musical-Produktionen auf. Sie beendete ihre künstlerische Karriere, nachdem sie am 24. Januar 1947 unter dem Namen Maria Pless den 13 Jahre älteren britischen Industriellen Sir John Fisher, Vorstand der im englischen Barrow-in-Furness ansässigen James Fisher & Sons plc, geheiratet hatte. Fisher war 1940 zu Ruhm gekommen, als er mit einer Armada kleiner Schiffe die Rückholung der in Dünkirchen festsitzenden britischen Soldaten organisierte. Mit ihm zusammen rief sie 1980 die wohltätige Sir John Fisher Foundation ins Leben. Am 7. November 1983 wurden beide tot in ihrem Haus in Windermere aufgefunden. Beide hinterließen Abschiedsbriefe.

## Filmografie
- 1930: Die Lindenwirtin
- 1930: Das lockende Ziel
- 1931: Die große Attraktion
- 1931: So’n Windhund

## Aufnahmen
- Potpourri: Wenn die kleinen Veilchen blühn bei WorldCat; bei youtube